# Opsimea
Opsimea — род жуков-узкокрылок.

## Распространение
На территории России встречается всего два вида.

## Описание
Жуки небольших размеров, в длину достигающие 5,3-10,3 мм. Бело более или менее узкое, немного выпуклое, обычно чёрное, нередко с лёгким металлическим отблеском. Усики нитевидные, у самцов 12-члениковые не чётко отделён от предыдущего. Переднеспинка обычно примерно ровной длины и ширины, с почти параллельными боковыми краями. Надкрылья у самцов с выгнутыми за серединой боковыми краями, сужены к вершине и тут заметно расходящиеся; у самок более или менее параллельносторонние или чуть-чуть расширены к вершине, каждое с четырьмя жилками.

## Перечень видов
В состав рода входят:
- Opsimea nigripennis Matsumura, 1911
- Opsimea ventralis Miller in Reitter, 1880